# Gaetano Gorgoni
Gaetano Gorgoni (Galatina, 26 agosto 1933 – Cavallino, 13 maggio 2020) è stato un politico italiano.

## Biografia

### Attività locali
Originario di Galatina, ma residente a Cavallino, avvocato penalista, fu eletto nel 1960 consigliere provinciale fino al 1985 ricoprendo anche l'incarico di assessore alla Cultura, Beni Culturali, Caccia, Pesca e Turismo.
Dal 1963 fu consigliere comunale a Vernole, Lizzanello e Cavallino, poi a Lecce dal 1985 al 1992. Fu sindaco di Cavallino dal 1992 al 2006 e vicesindaco dal 2011 al 2016.

### Deputato e sottosegretario
Esponente del Partito Repubblicano Italiano, di cui è stato membro della direzione nazionale dal 1978 al 1994, venne eletto parlamentare nel 1983 alla Camera dei deputati, carica che mantenne fino al 1994, e fu nominato sottosegretario di Stato ai Lavori Pubblici nei governi Craxi I e Craxi II e alla Difesa nei governi Goria e De Mita.

### Progetti
Gaetano Gorgoni ha contribuito a diversi progetti significativi durante la sua carriera politica, specialmente nel periodo in cui ha ricoperto il ruolo di Sottosegretario di Stato. In particolare, si è occupato di infrastrutture e difesa durante i governi Craxi, Goria e De Mita. Come sottosegretario ai Lavori Pubblici, ha sostenuto iniziative legate allo sviluppo delle infrastrutture nazionali, anche se non ci sono informazioni dettagliate su singoli grandi progetti specifici di cui è stato direttamente responsabile. Il suo impatto si è sentito sia a livello locale che nazionale, soprattutto nelle politiche legate ai lavori pubblici.